# Kawczyce
Kawczyce – wieś w Polsce położona w województwie świętokrzyskim, w powiecie buskim, w gminie Busko-Zdrój.
W latach 1975–1998 miejscowość administracyjnie należała do województwa kieleckiego.

## Historia
W wieku XIX Kawczyce stanowiły wieś w gminie Olganów parafii Busko-Zdrój. Wieś posiadała szkołę gminną. 